# Шатирбай
Шатирба́й (каз. Шатырбай) — село у складі Саркандського району Жетисуської області Казахстану. Адміністративний центр та єдиний населений пункт Шатирбайського сільського округу.
У радянські часи село називалось Веселе.
Населення — 527 осіб (2021; 741 у 2009, 1007 у 1999, 1355 у 1989).